# ラファエル・ディアス
ラファエル・ハビアー・ディアス・アダメ（Rafael Javier Diaz Adame, 1970年12月12日 - ）は、メキシコ・チワワ州シウダー・フアレス出身のプロ野球選手（投手）。現在は、フリーエージェント（FA）。

## 経歴
1989年、MLBドラフト9巡目でシンシナティ・レッズに入団。1991年、カンザスシティ・ロイヤルズに移籍。傘下のマイナーチームでプレー。
1999年に母国のリーガ・メヒカーナ・デ・ベイスボルでプレーした後、2000年、西武ライオンズのテストを受けで合格し、入団。中継ぎで7試合に登板したが、防御率7.56と結果を残せなかったこともあり同年限りで退団。
その後は2005年から、49歳のシーズンとなる2019年まで15年に渡り、リーガ・メヒカーナ・デ・ベイスボルでプレーしていた。
MAX150㌔の直球とチェンジアップやスライダーを武器とした。

## 詳細情報

### 年度別投手成績
| 年 度     | 球 団     | 登 板 | 先 発 | 完 投 | 完 封 | 無 四 球 | 勝 利 | 敗 戦 | セ 丨 ブ | ホ 丨 ル ド | 勝 率 | 打 者 | 投 球 回 | 被 安 打 | 被 本 塁 打 | 与 四 球 | 敬 遠 | 与 死 球 | 奪 三 振 | 暴 投 | ボ 丨 ク | 失 点 | 自 責 点 | 防 御 率 | W H I P |
| --------- | --------- | ----- | ----- | ----- | ----- | -------- | ----- | ----- | -------- | ----------- | ----- | ----- | -------- | -------- | ----------- | -------- | ----- | -------- | -------- | ----- | -------- | ----- | -------- | -------- | ------- |
| 2000      | 西武      | 7     | 0     | 0     | 0     | 0        | 0     | 0     | 0        | --          | ----  | 38    | 8.1      | 7        | 1           | 6        | 1     | 0        | 7        | 0     | 0        | 7     | 7        | 7.56     | 1.56    |
| 通算：1年 | 通算：1年 | 7     | 0     | 0     | 0     | 0        | 0     | 0     | 0        | --          | ----  | 38    | 8.1      | 7        | 1           | 6        | 1     | 0        | 7        | 0     | 0        | 7     | 7        | 7.56     | 1.56    |

### 記録
NPB
- 初登板：2000年4月15日、対大阪近鉄バファローズ1回戦（大阪ドーム）、9回裏に3番手として救援登板・完了、1回無失点
- 初奪三振：同上、9回裏に中村紀洋から

### 背番号
- 66 （2000年）

### 代表歴
- 2009 ワールド・ベースボール・クラシック・メキシコ代表